# Direktrice (Beruf)

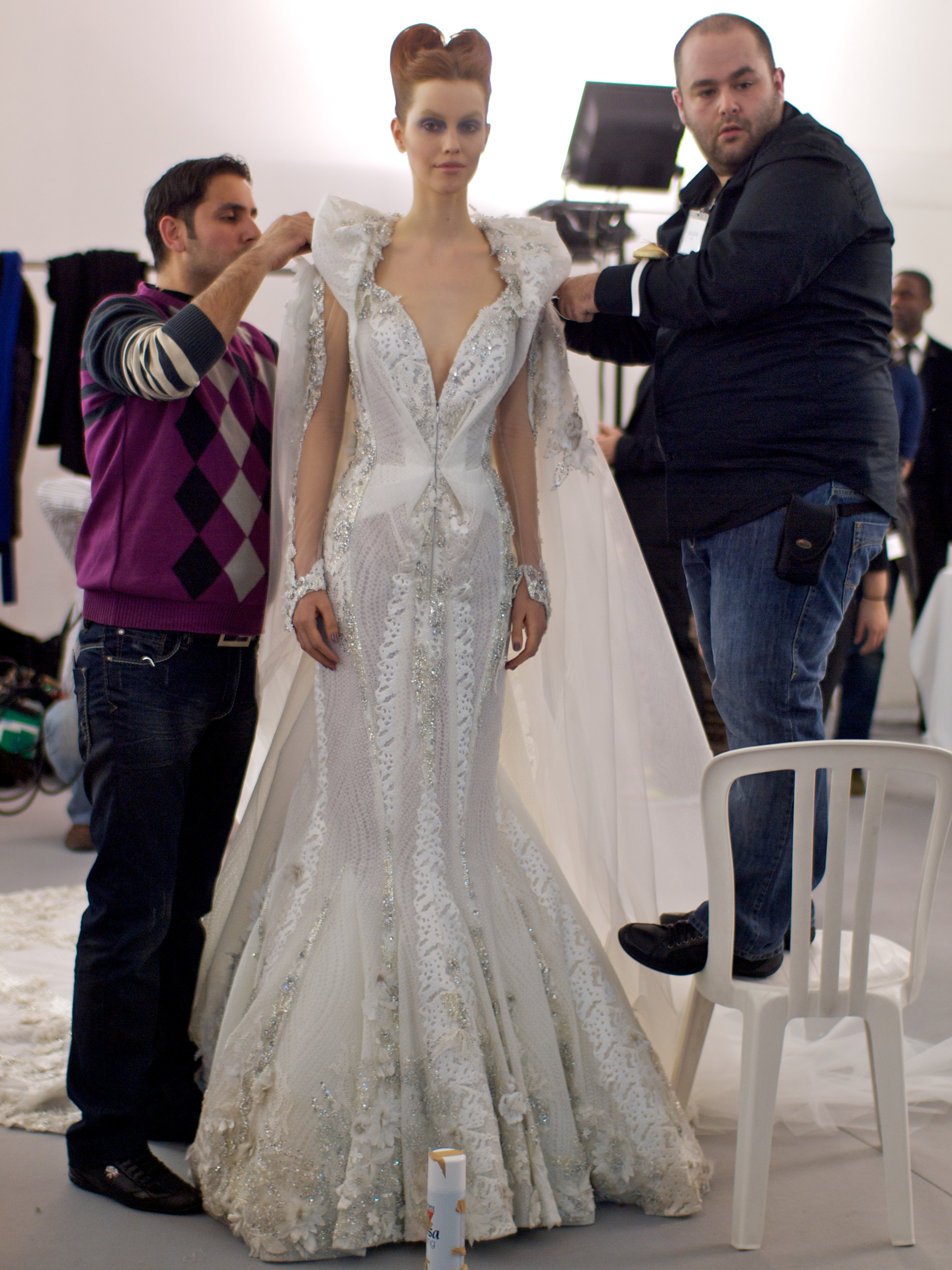
Modedesigner Basil Soda (rechts) mit Modellmacher

Die Direktrice [dirɛkˈtriːsə] ⓘ bzw. die Modellmacherin, auch Schnitt-, Entwurfs- und Fertigungsmodelleurin, inzwischen eher ungebräuchlich auch Zuschneiderin, ist eine Funktionsbezeichnung in einem Bekleidungsbetrieb in der Industrie, im Handwerk oder in der Haute Couture. Voraussetzung ist eine entsprechende Ausbildung an einer privaten oder staatlichen Modefachschule oder Meisterschule, die den Titel verleiht. Der Beruf wurde und wird hauptsächlich von Frauen ausgeübt. Männer, die diesen Beruf ausführen, werden Modellmacher, auch Schnitt-, Entwurfs- und Fertigungsmodelleur genannt. Je nach Tätigkeitsfeld ist die Direktrice für Entwurf, Kollektionsgestaltung, Schnittgestaltung, Materialauswahl, Ausbildung und/oder die Produktionsüberwachung und Qualitätssicherung verantwortlich.

## Berufsbeschreibung

### Allgemeines
Als ausgebildete Fachkraft entwirft sie Kleidermode jeder Art, fertigt Grundschnitte an, aus denen sie Schnittmuster für Modelle entwickelt. Dies geschieht durch Konstruktionszeichnungen, durch das Abformen und Drapieren an der Schneiderpuppe oder direkt am Hausmannequin. Die Erstschnitte werden dann zu produktionsreifen Schnittmustern weiterentwickelt und mit allen für die industrielle Produktion (oft im Ausland) notwendigen Angaben das Material betreffend, die Zusatzstoffe wie Einlagen, Knöpfe und die Verarbeitung versehen. Direktricen sind vielseitig ausgebildet, sie planen zielgruppenbezogen Kollektionen, Stückzahlen, Größenreihen, entwerfen und gestalten Kleidungsstücke und Kollektionen. Kleidung wird nach verschiedenen Kriterien zusammengefasst, neben Damen-, Herren- und Kinder-Oberbekleidung auch unter:
- Abendgarderobe
- Amtstracht
- Anzug
- Arbeitskleidung
- Badebekleidung
- Brautkleid
- Clubwear
- Faschingskostüm
- Fluganzug
- Funktionsbekleidung
- Hose
- Kostüm
- Kostüm (Damenkleidung)
- Kühlbekleidung
- Outdoor-Bekleidung
- Overall
- Regenbekleidung
- Rettungsdienstliche Einsatzkleidung
- Trauerkleidung
- Schutzkleidung
- Seglerbekleidung
- Trainingsanzug
- Sportbekleidung
- Tarnkleidung
- Turnhose
- Umstandskleidung
- Uniform
- Unterwäsche
- Zunftkleidung und vieles mehr.[4]

### Ausbildung
Die Ausbildung ist eine landesrechtlich geregelte berufliche Ausbildung an Fachschulen. Auch Meisterschulen für Mode bilden inzwischen für die Industrie aus. Die Ausbildung dauert drei Jahre, davon sechs Monate Industriepraktikum, und endet mit der Abschlussprüfung. Einige Ausbildungsstätten verlangen zur Zulassung eine abgeschlossene Berufsausbildung im Bereich Bekleidung/Mode oder vergleichbare Berufserfahrung. Einige Ausbildungsstellen sind staatlich anerkannt. Darüber hinaus gibt es im Handwerk die berufliche Weiterbildungen zum Damen- sowie Herren-Schneidermeister, deren Prüfung gemäß den Rechtsvorschriften der jeweiligen Handwerkskammern geregelt ist. Für die Zulassung zur Kammerprüfung ist die Teilnahme an einem Lehrgang nicht verpflichtend. Für Autodidakten gibt es inzwischen Sach- und Fachbücher und auch Online-Schulungsangebote per Video, E-Dossier und E-Book unterschiedlichster Qualität vom Malen nach Zahlen und 08/15-Anleitungen von Hobbynäherinnen bis zur professionellen Anleitung durch Direktricen sowohl für die Normalfigur als auch die Problemfigur.

Direktricen
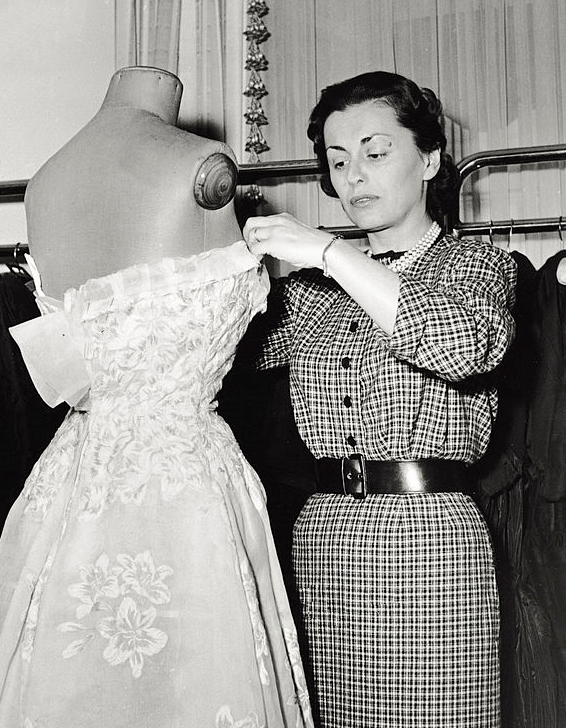
Irene Galitzine, Rom (1950er Jahre)
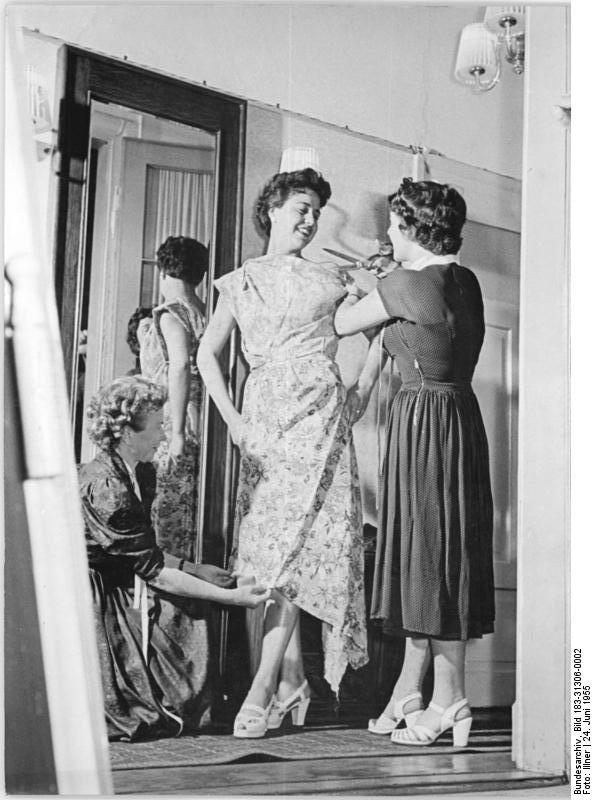
Brigitte Bronne-Drebitz im privaten DDR-Betrieb Lucie Kaiser in Altenburg (1955)
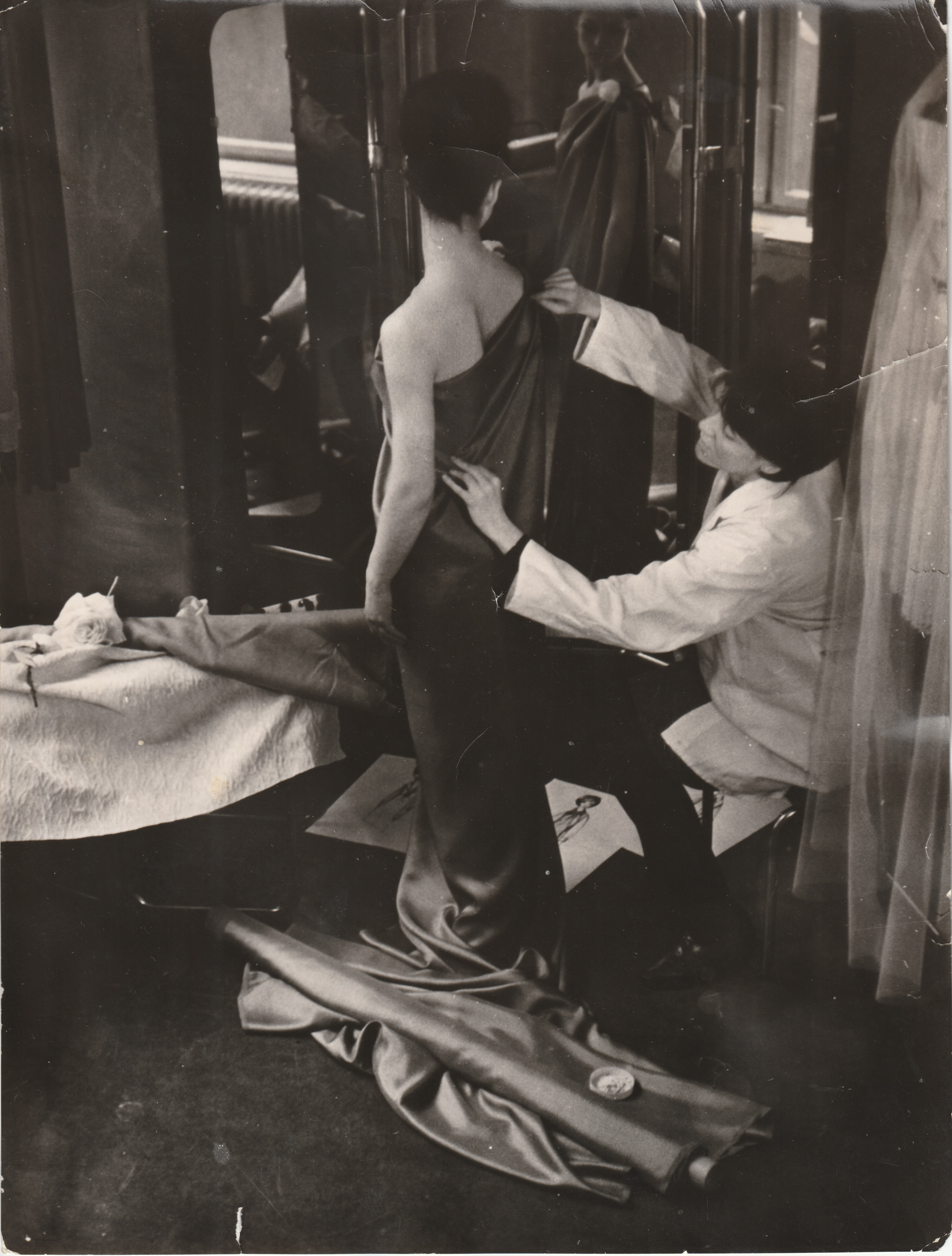
Hildegard Bergner beim Abstecken am Mannequin, Modeinstitut Berlin (1960er Jahre)
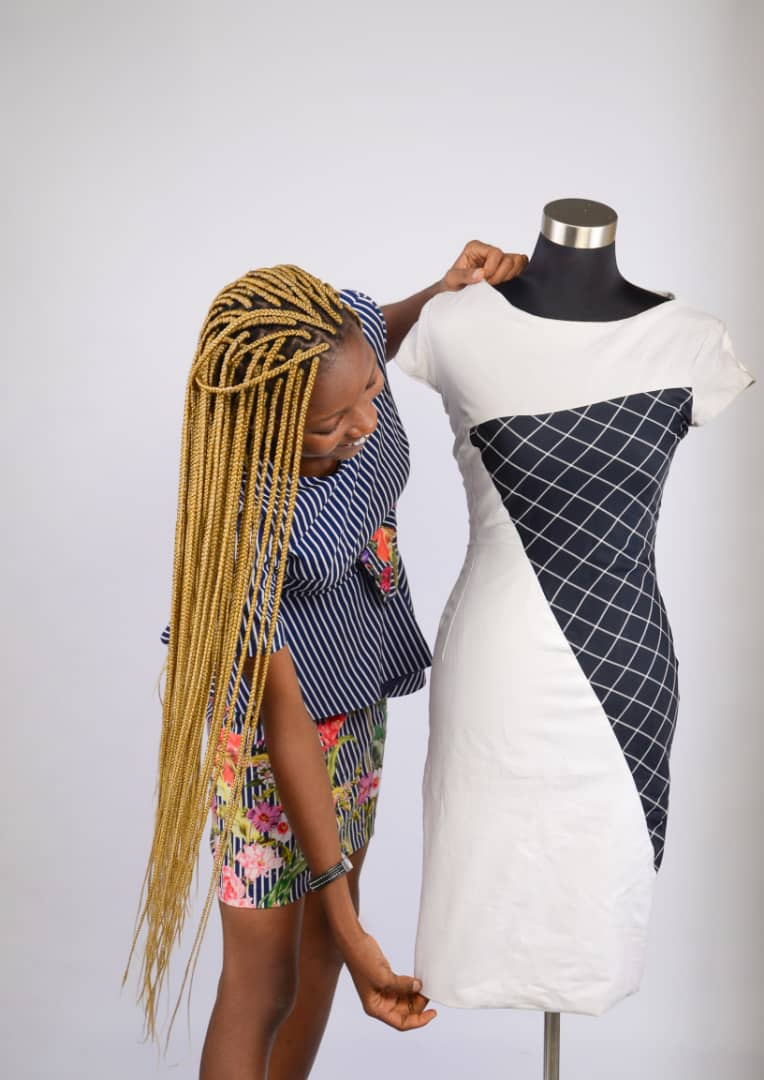
Studentin eines Modekurses der Nwagba Foundation (2021)

### Industrieschnitt
Die Direktrice erstellt mit Hilfe von Maßtabellen, die auf Reihenmessungen beruhen, die Grundschnitte. Unter Berücksichtigung der Zielgruppe, der Kosten und der Qualität werden aus den Basisschnitten Modellschnitte entwickelt. Entscheidend für die Qualität der Umsetzung der Entwürfe der Modedesigner ist eine durchdachte und perfektionierte Schnittführung.

### Gradieren und CAD

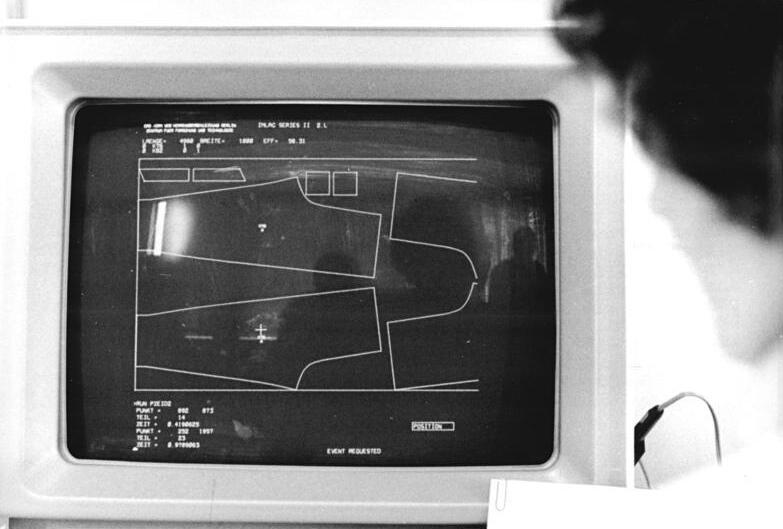
Schnittlagenbild eines CAD-Programms 1986

In der Industrie wird inzwischen meist digital mit Hilfe von CAD-Schnittsystemen gearbeitet. Die Zusammenstellung von geeigneten Maßtabellen, das Gradieren, das Legen von Schnittlagenbildern und die Vorbereitung der industriellen Dokumentation für die Produktion im Ausland erfolgt heute mit einer CAD-Anlage. Weltweit im Einsatz sind die CAD-Schnittsysteme Lectra und Assyst. Die Direktrice erstellt Schnittsätze entsprechend der gewünschten Größenreihen, indem sie den Modellschnitt mithilfe spezieller Methoden per Hand oder computergestützt mit CAD-Systemen vergrößert und verkleinert. Dadurch kann kostengünstig ein weites Größenspektrum produziert werden.

### Kollektionsgestaltung
Zu den Aufgaben gehört auch die kreative Auseinandersetzung mit den zukünftigen Modetrends, die Gestaltung von Kollektionen, vom Konzept über den Entwurf bis zur produktionsreifen Umsetzung. Bei der Visualisierung der Entwürfe, der Erstellung von technischen Zeichnungen und Mode-Präsentationen kommen EDV-Programme zur Anwendung.

### Verarbeitung
Die Direktrice wählt die industrielle Verarbeitungstechnik, plant die nähtechnischen Abläufe, sie dokumentiert und überwacht diese. Sie erstellt die produktionsbegleitenden Dokumente. Produziert wurde in der Vergangenheit überwiegend in Asien. Heutzutage verlegen einzelne fortschrittliche Firmen aus Umweltschutz- und Menschenrechtsgründen die Produktion wieder zurück nach Europa.

## Berufsfeld
Direktricen spezialisieren sich nach der Ausbildung meist auf ein bestimmtes Berufsfeld. Sie arbeiten freiberuflich oder als Angestellte für Firmen der Modebranche, für freie Designer, als Kostümbildnerinnen freiberuflich für Film und Fernsehen, festangestellt für Opernhäuser, Theater, Fernsehanstalten, im Handel für Modehäuser, im Modejournalismus und als Ausbilder. Sie übernehmen Aufgaben in der Überwachung der Produktion in Betrieben der Bekleidungsindustrie im In- und Ausland, machen sich nach einigen Jahren Berufserfahrung mit einer eigenen Firma im Bereich Entwurf und/oder Schnittkonstruktion selbständig oder gründen ihre eigene Modemarke.

## Geschichte
Besonders in der Herrenoberbekleidung war früher der Begriff Zuschneider verbreitet. Dem von 1921 bis 1933 bestehenden Allgemeinen freien Angestelltenbund, einer Nachfolgeorganisation der Arbeitsgemeinschaft freier Angestellten-Verbände, gehörte auch der „Verband der Zuschneider, Zuschneiderinnen und Direktricen“ an.

## Bezeichnungen in der deutschsprachigen Textilbranche
- DOB – Damenoberbekleidung
- HAKA – Herren- und Knabenoberbekleidung, ursprünglich eine Abkürzung für Herren-Anzüge / Knaben-Anzüge[6]
- KOB – Kinderoberbekleidung
- BESPO – Berufs- und Sportbekleidung